# Турка Первая
Ту́рка Пе́рвая — село в Хомутовском районе Курской области России.

## География
Село расположено на высоте 200 м над уровнем моря, у административной границы с Рыльским районом, в селе 20 дворов. Неподалёку, к югу, расположено ещё одно село — Турка Вторая, известное своим прудом.

## История
На территории села располагались три помещечьих землевладения (помещики Шпанка, Залогин и Звягинцев), а также кирпичный и спиртовой заводики. Во время Великой Отечественной войны на территории бывшего сада немцы устроили склад боеприпасов. Была в селе деревянная церковь, разрушена в 1970-х гг, а также школа — закрыта в 1980-х гг.

## Население
| 2002 | 2010 |
| ---- | ---- |
| 24   | ↘3   |

## Люди, связанные с селом
В селе в 1886 году родился поэт и прозаик Пимен Карпов. Известен своим знакомством с Сергеем Есениным, Николаем Клюевым и Сергеем Клычковым. Его роман «Пламень» получил отзыв Александра Блока. Историю сельской жизни в Турке в начале XX века он описал в своём романе «Из глубины». Последние годы жизни провёл в Москве, почти забытый многими. В Турке, на местном кладбище, он и похоронен в 1963 году. С 1990-х гг. возобновились карповские чтения, которые обычно проходят с посещением могилы писателя.